# Anne Franks rejse
Anne Franks rejse er en portrætfilm, der er instrueret af Ib Makwarth efter manuskript af Fritz Pedersen.

## Handling
»Anne Franks rejse« fortæller i en sjælden afdæmpet, men samtidig effektiv stil historien om Anne Franks korte liv. Filmen opsøger de steder, Anne Frank levede: Frankfurt am Main, Amsterdam, Auschwitz og Bergen-Belsen, hvor hun døde af sorg og udmattelse i 1945. Bytrafikken glider nu travlt forbi de huse, hun boede i, og landskabet er groet henover gerningsstederne for den systematiske udryddelse af den jødiske befolkningsgruppe, som Anne Frank tilhørte. På lydsiden fortæller Jesper Christensen Anne Franks historie, og en pige på hendes alder læser uddrag af den verdensberømte dagbog. Indgår også på dvd i antologien Den korte film 1.